# Carl Röchling (Maler)

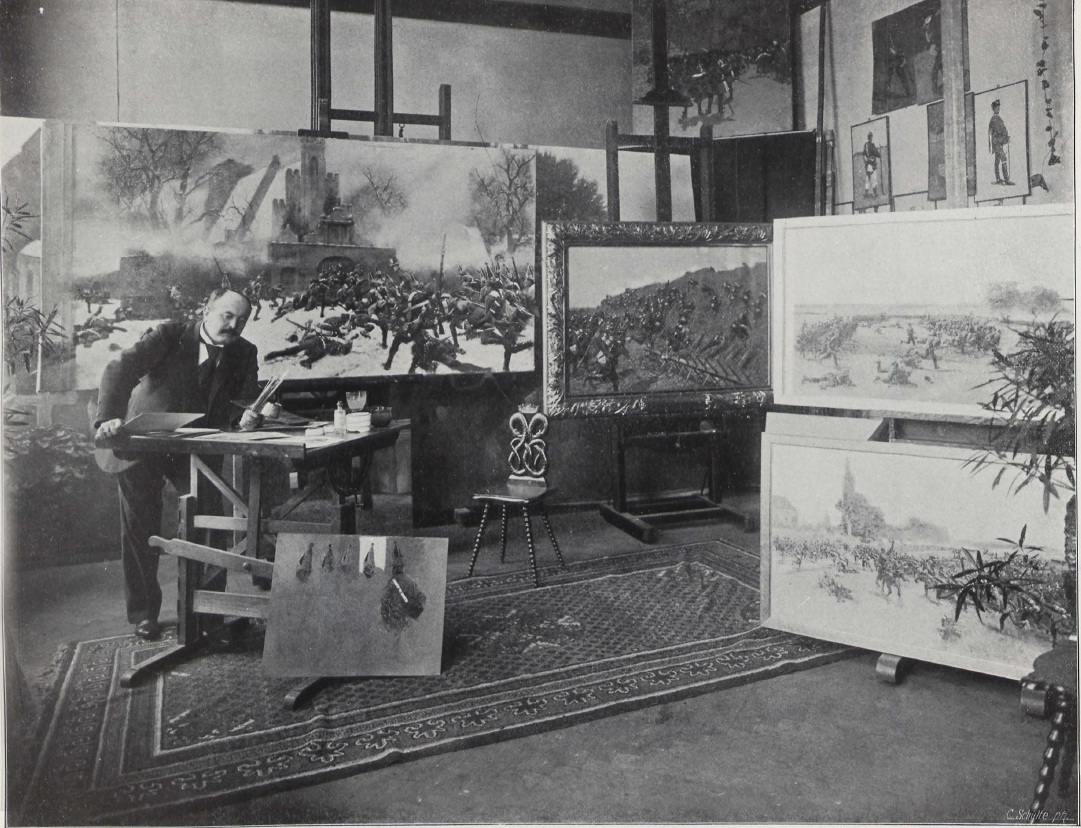
Carl Röchling in seinem Berliner Atelier, 1900. Foto von Hermann Boll.

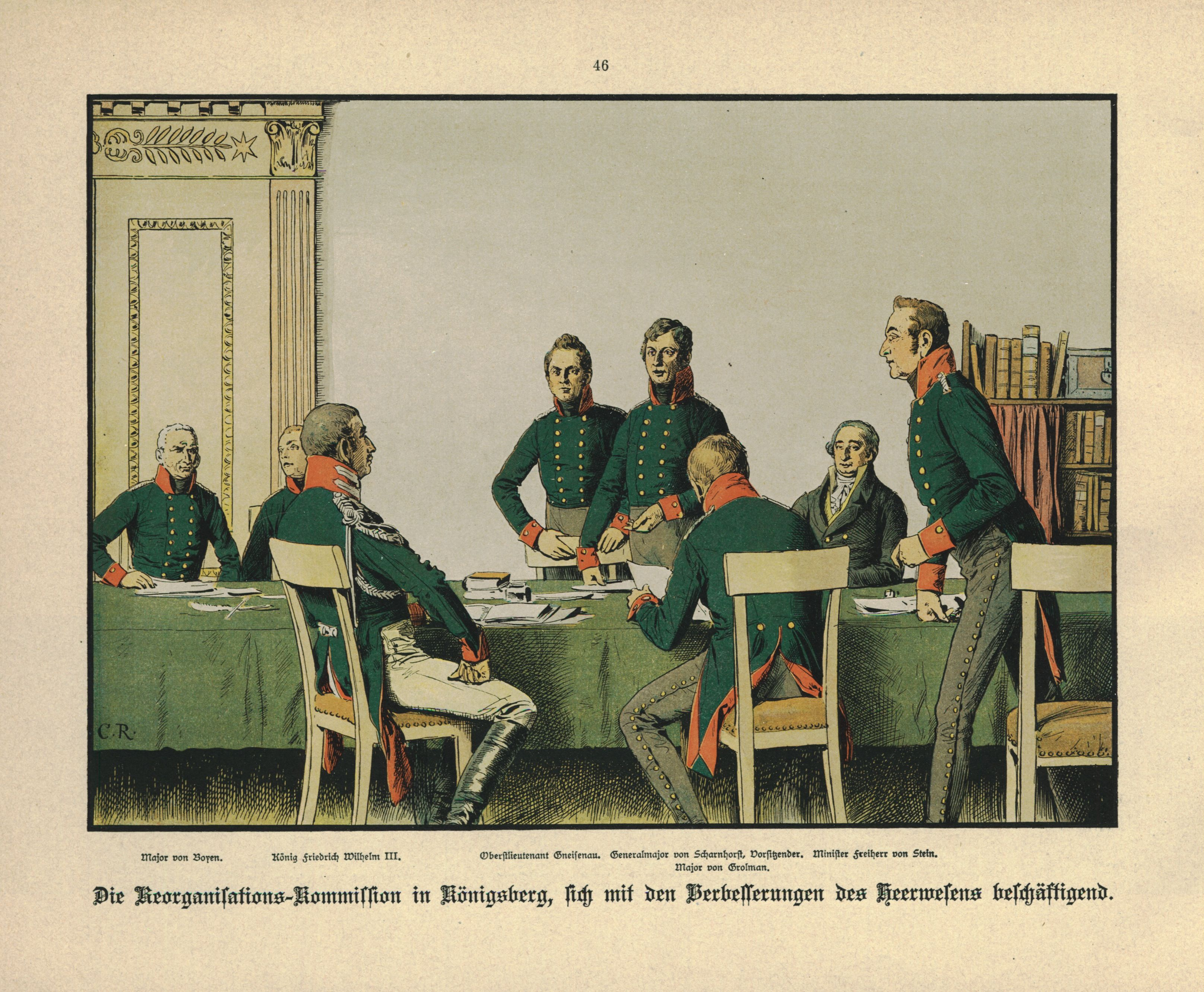
Sitzung der Reorganisationskommission im Jahre 1807, Lithographie von Carl Röchling

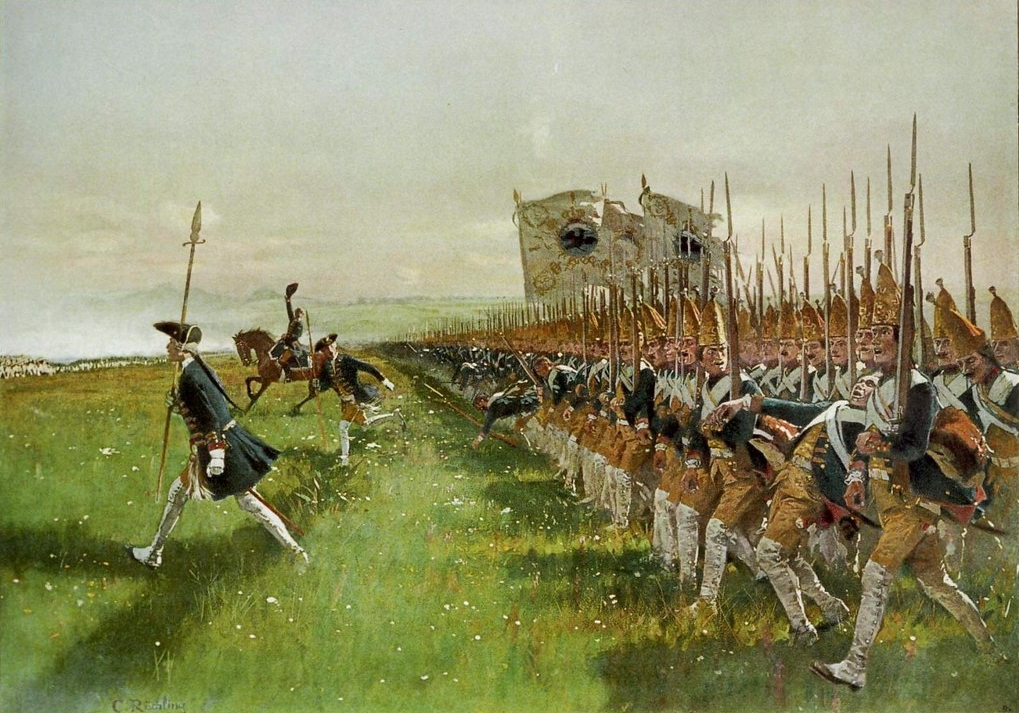
Angriff der preußischen Infanterie in der Schlacht bei Hohenfriedberg, Historiengemälde von Carl Röchling

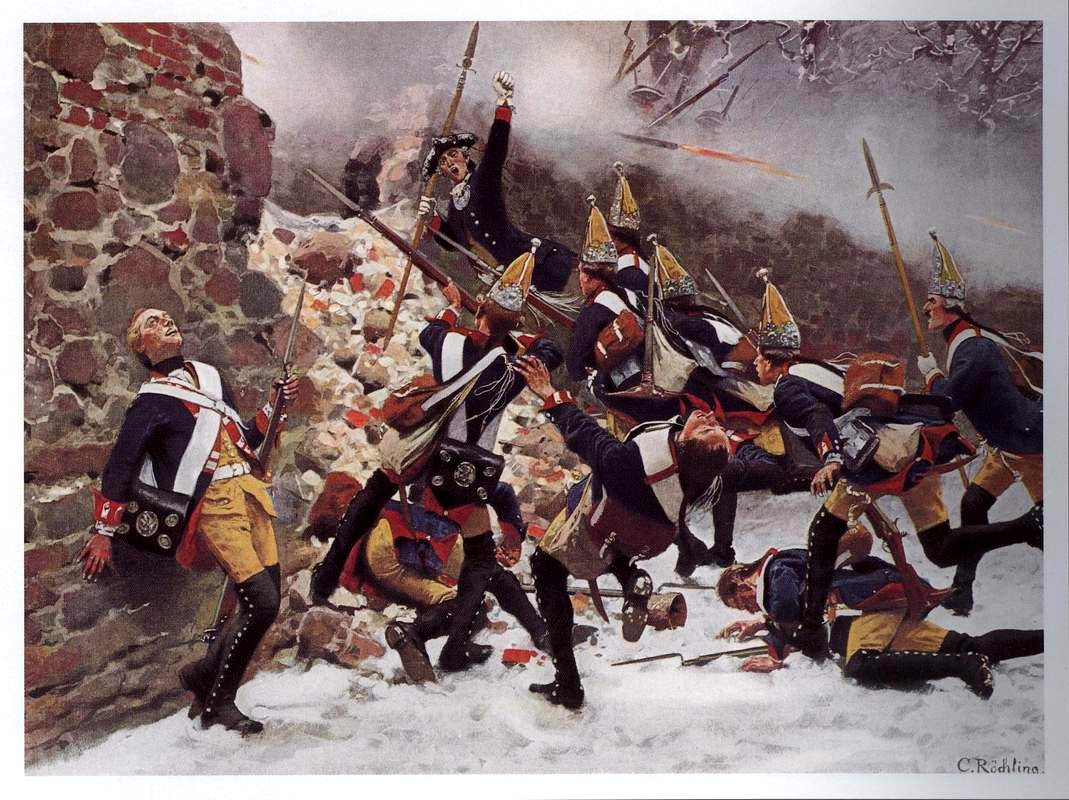
Angriff der preußischen Infanterie in der Schlacht bei Leuthen 1757, Historiengemälde von Carl Röchling

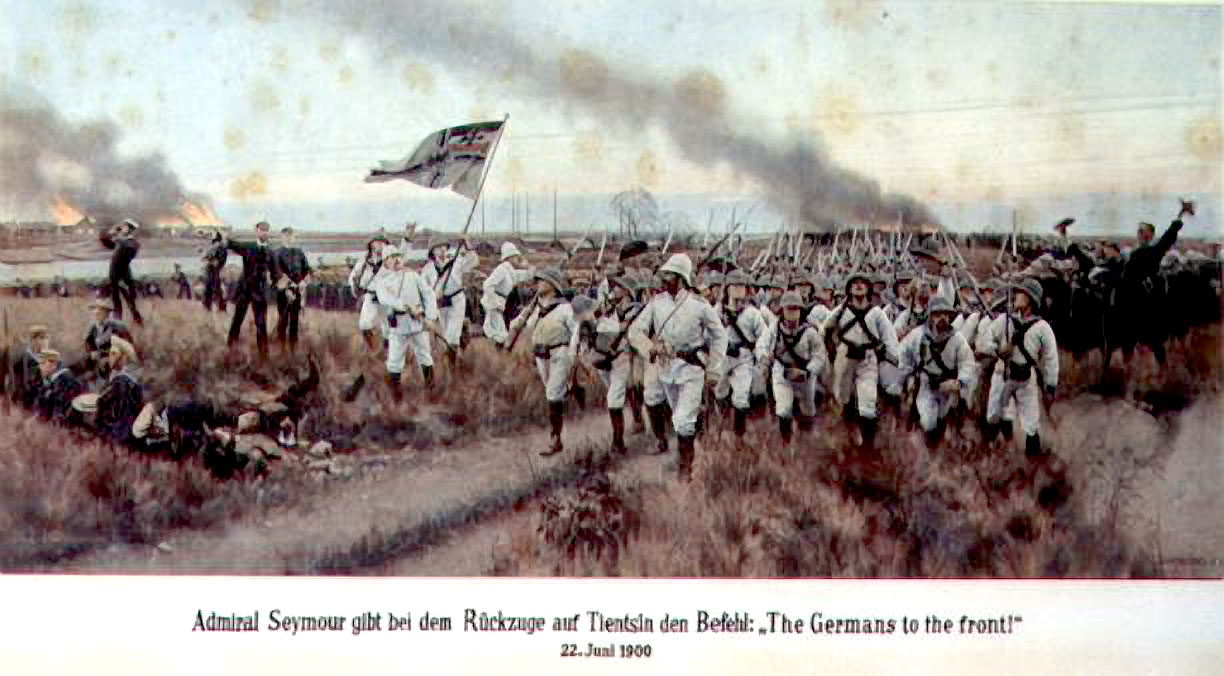
Carl Röchling: The Germans to the Front!

Carl Röchling (auch: Karl Röchling oder Roechling) (* 18. Oktober 1855 in Saarbrücken; † 6. Mai 1920 in Berlin) war ein deutscher Maler und Illustrator vornehmlich militärischer und militärhistorischer Themen. Das von ihm geschaffene Bild The Germans to the Front! von 1902 wurde zu einer Ikone des Kaiserreichs wie des deutschen Militarismus schlechthin.

## Leben
Carl Röchling studierte von 1875 bis 1880 an der Kunstschule in Karlsruhe bei Ludwig des Coudres und Ernst Hildebrand sowie an der Akademie in Berlin. In Berlin war er Meisterschüler von Anton von Werner, in dessen Auftrag er an der Erstellung verschiedener Panoramagemälde mitwirkte.
Später wurde er durch seine eigenständigen Arbeiten zu einem der bekanntesten Schlachten- und Historienmaler am Ende des 19. und zu Beginn des 20. Jahrhunderts. Darüber hinaus illustrierte er gemeinsam mit seinem Malerkollegen Richard Knötel zwei seinerzeit sehr beliebte Kinderbücher.
Er gehörte zur bevorzugten Auswahl zeitgenössischer Künstler, die das „Komité zur Beschaffung und Bewertung von Stollwerckbildern“ dem Kölner Schokoladeproduzent Ludwig Stollwerck zur Beauftragung für Entwürfe vorschlug.
Carl Röchling starb 1920 im Alter von 64 Jahren in Berlin. Beigesetzt wurde er auf dem Kaiser-Wilhelm-Gedächtnis-Friedhof in Berlin-Charlottenburg (heutiger Ortsteil Westend). Das Grab ist nicht erhalten.

## Werke (Auswahl)
- Mitarbeit am Berliner Sedan-Panorama (unter Anton von Werner)
- Panorama der Schlacht von Chattanooga (zusammen mit Georg Koch und Eugen Bracht)
- 1889: Panoramabild Flößereibetrieb auf der Enz, zunächst in der Flößerstube des Besigheimer Gasthofs Sonne, nach dem Abbruch dieses Gebäudes jetzt im Rathaus Besigheim
- Wandbilder im Rathaus Danzig, im Kreishaus Teltow, in der Kaiser-Wilhelm-Akademie, im Vaterländischen Museum Celle und in Falkenstein/Taunus
- Erstürmung des Geisbergschlößchens bei Weißenburg im Elsass
- 1889: Die Franzosen in der Pfalz
- 1890: Stiefelappell, Eine drastische Humoreske aus dem modernen Soldatenleben im Frieden.
- 1897: Episode aus der Schlacht bei Gravelotte (Tod des Majors von Hadeln am 18. August 1870), Deutsches Historisches Museum, 115 × 181 cm
- 1902: Das erste Bataillon Garde bei Kollin, für die Bildergalerie des Königlichen Schlosses in Berlin[3]
- 1902/1903: Admiral Seymour: Germans to the front (eine Episode aus dem Boxeraufstand in China), für den Sternsaal des Königlichen Schlosses[3]
- 1908: Angriff der Brandenburger gegen Spichern bei der Goldenen Bremm am Abend des 6. August 1870, Sitzungssaal Altes Rathaus in Völklingen
- 1918: Panoramabild Belagerung Besigheims durch Herzog Ulrich von Württemberg 1504, Rathaus Besigheim
- Illustrationen:
  - Saarbrückener Kriegschronik
  - Der Krieg gegen Frankreich 1870/71
  - Unser Heer
- Kinderbücher
  - 1895: Der Alte Fritz in 50 Bildern für Jung und Alt
  - 1896: Die Königin Luise in 50 Bildern für Jung und Alt